# 坂本暁奈
坂本 暁奈（さかもと あきな、1992年1月12日 - ）は、日本のプロマジシャン。東京都足立区出身。

## 人物
東京都足立区出身、北海道札幌市で育つ。父は同じくマジシャンの坂本一魔。
アクターズスタジオ北海道に通っていた。

## 出演番組
- 足立人図鑑TV(J:COM、2020年12月-2021年１月)
- Friday Hit☆Magic ラジオDEバル（レインボータウンFM、2022年4月-）